# Grevillea maherae
Grevillea maherae är en tvåhjärtbladig växtart som beskrevs av R.O. Makinson & M.D. Barrett. Grevillea maherae ingår i släktet Grevillea och familjen Proteaceae. Inga underarter finns listade i Catalogue of Life.